# Xerophyta eglandulosa
Xerophyta eglandulosa är en enhjärtbladig växtart som beskrevs av Joseph Marie Henry Alfred Perrier de la Bâthie. Xerophyta eglandulosa ingår i släktet Xerophyta och familjen Velloziaceae.
Artens utbredningsområde är Madagaskar.

## Underarter
Arten delas in i följande underarter:
- X. e. eglandulosa
- X. e. hirtocarpa